# Huit masculin aux Jeux olympiques d'été de 2020
Navigation
Rio 2016 Paris 2024
L'épreuve masculine du Huit des Jeux olympiques d'été de 2020 de Tokyo a lieu au Sea Forest Waterway (en) du 24 au 30 juillet 2021.

## Programme
Les horaires sont à l'heure de Tokyo (UTC+09:00).
| Date                     | Heure   | Tour              |
| ------------------------ | ------- | ----------------- |
| Samedi 24 juillet 2021   | 11 h 40 | Séries            |
| Mercredi 28 juillet 2021 | 12 h 50 | Repêchage         |
| Vendredi 30 juillet 2021 | 10 h 25 | Finale B Finale A |

## Résultats

### Séries
La première embarcation de chaque série est qualifiée pour la finale A, les autres vont en repêchage.

#### Série 1
| Rang | Couloir | Rameur | Pays       | Temps         | Notes |
| ---- | ------- | --- | ---------- | ------------- | ----- |
| 1    | 1       | Johannes Weissenfeld Laurits Follert Olaf Roggensack Torben Johannesen Jakob Schneider Malte Jakschik Richard Schmidt Hannes Ocik Martin Sauer | Allemagne  | 5 min 28 s 95 | QA    |
| 2    | 4       | Benjamin Davison Justin Best Daniel Miklasevich Austin Hack Alexander Richards Nick Mead John Harrity Liam Corrigan Julian Venonsky            | États-Unis | 5 min 30 s 57 | R     |
| 3    | 2       | Alexandru Chioseaua Florin Lehaci Constantin Radu Sergiu Bejan Vlad Aicoboae Constantin Adam Florin Arteni Ciprian Huc Adrian Munteanu         | Roumanie   | 5 min 39 s 84 | R     |
| 4    | 3       | Nicholas Lavery Joseph O'Brien Joshua Booth Simon Keenan Nicholas Purnell Timothy Masters Angus Dawson Angus Widdicombe Stuart Sim             | Australie  | 5 min 43 s 66 | R     |

#### Série 2
| Rang | Couloir | Rameur | Pays             | Temps         | Notes |
| ---- | ------- | --- | ---------------- | ------------- | ----- |
| 1    | 2       | Bjorn van den Ende Ruben Knab Jasper Tissen Simon van Dorp Maarten Hurkmans Bram Schwarz Mechiel Versluis Robert Luecken Eline Berger | Pays-Bas         | 5 min 30 s 66 | QA    |
| 2    | 1       | Thomas Mackintosh Hamish Bond Tom Murray Michael Brake Daniel Williamson Phillip Wilson Shaun Kirkham Matt Macdonald Sam Bosworth     | Nouvelle-Zélande | 5 min 32 s 11 | R     |
| 3    | 3       | Josh Bugajski Jacob Dawson Tom George Mohamed Sbihi Charles Elwes Oliver Wynne-Griffith James Rudkin Tom Ford Henry Fieldman          | Grande-Bretagne  | 5 min 34 s 40 | R     |

### Repêchage
Les quatre premières embarcations se qualifient pour la finale A, la dernière est éliminée.
| Rang | Couloir | Rameur | Pays             | Temps         | Notes |
| ---- | ------- | --- | ---------------- | ------------- | ----- |
| 1    | 3       | Thomas Mackintosh Hamish Bond Tom Murray Michael Brake Daniel Williamson Phillip Wilson Shaun Kirkham Matt Macdonald Sam Bosworth      | Nouvelle-Zélande | 5 min 22 s 04 | QA    |
| 2    | 4       | Josh Bugajski Jacob Dawson Tom George Mohamed Sbihi Charles Elwes Oliver Wynne-Griffith James Rudkin Tom Ford Henry Fieldman           | Grande-Bretagne  | 5 min 23 s 32 | QA    |
| 3    | 2       | Benjamin Davison Justin Best Daniel Miklasevich Austin Hack Alexander Richards Nick Mead John Harrity Liam Corrigan Julian Venonsky    | États-Unis       | 5 min 23 s 43 | QA    |
| 4    | 5       | Nicholas Lavery Joseph O'Brien Joshua Booth Simon Keenan Nicholas Purnell Timothy Masters Angus Dawson Angus Widdicombe Stuart Sim     | Australie        | 5 min 25 s 06 | QA    |
| 5    | 1       | Alexandru Chioseaua Florin Lehaci Constantin Radu Sergiu Bejan Vlad Aicoboae Constantin Adam Florin Arteni Ciprian Huc Adrian Munteanu | Roumanie         | 5 min 27 s 14 |       |

### Finale

#### Finale A
| Rang                                | Couloir | Rameur | Pays             | Temps         |
| ----------------------------------- | ------- | --- | ---------------- | ------------- |
| Médaille d'or, Jeux olympiques      | 2       | Thomas Mackintosh Hamish Bond Tom Murray Michael Brake Daniel Williamson Phillip Wilson Shaun Kirkham Matt Macdonald Sam Bosworth              | Nouvelle-Zélande | 5 min 24 s 64 |
| Médaille d'argent, Jeux olympiques  | 3       | Johannes Weissenfeld Laurits Follert Olaf Roggensack Torben Johannesen Jakob Schneider Malte Jakschik Richard Schmidt Hannes Ocik Martin Sauer | Allemagne        | 5 min 25 s 60 |
| Médaille de bronze, Jeux olympiques | 5       | Josh Bugajski Jacob Dawson Tom George Mohamed Sbihi Charles Elwes Oliver Wynne-Griffith James Rudkin Tom Ford Henry Fieldman                   | Grande-Bretagne  | 5 min 25 s 73 |
| 4                                   | 1       | Benjamin Davison Justin Best Daniel Miklasevich Austin Hack Alexander Richards Nick Mead John Harrity Liam Corrigan Julian Venonsky            | États-Unis       | 5 min 26 s 75 |
| 5                                   | 4       | Bjorn van den Ende Ruben Knab Jasper Tissen Simon van Dorp Maarten Hurkmans Bram Schwarz Mechiel Versluis Robert Luecken Eline Berger          | Pays-Bas         | 5 min 27 s 96 |
| 6                                   | 6       | Nicholas Lavery Joseph O'Brien Joshua Booth Simon Keenan Nicholas Purnell Timothy Masters Angus Dawson Angus Widdicombe Stuart Sim             | Australie        | 5 min 36 s 23 |